# 吉氏舌天竺鯛
吉氏舌天竺鯛（學名：Glossamia gjellerupi），為輻鰭魚綱鈎頭魚目天竺鯛科舌天竺鯛屬下的一個種，分布於西太平洋新幾內亞塞皮克曼河和伯拉莫河流域，本魚體呈橢圓形，稍側扁，頭大、眼大，口大且斜裂，頜齒細小，呈棕色，體側具有約12條黑色斜橫紋，眼睛下方至下頷有1條黑色橫紋，背鰭2個，尾鰭截形，背鰭硬棘7枚、背鰭軟條9-10枚、臀鰭硬棘2枚、臀鰭軟條9-10枚，體長16公分，棲息海拔較高的溪流，夜間活動，屬肉食性，繁殖期時，雄魚具有口孵習性，卵約7日化成仔魚，由雄魚吐出，具短暫的仔魚飄浮期，生活習性不明。